# Amir Weintraub
Amir Weintraub (Rehovot, 16 september 1986) is een Israëlische tennisspeler. Hij heeft nog geen ATP-toernooi gewonnen, wel deed hij al mee aan een grandslamtoernooi. Hij heeft drie challengers in het dubbelspel op zijn naam staan.

## Palmares dubbelspel
| Nr.                              | Datum            | Toernooi  | Ondergrond | Partner        | Tegenstanders in finale       | Score            |
| -------------------------------- | ---------------- | --------- | ---------- | -------------- | ----------------------------- | ---------------- |
| Gewonnen challengers herendubbel |                  |           |            |                |                               |                  |
| 1.                               | 14 juli 2008     | Aptos     | Hardcourt  | Noam Okun      | Todd Widom Michael Yani       | 6-2, 6-1         |
| 2.                               | 27 februari 2012 | Singapore | Hardcourt  | Kamil Čapkovič | Hsieh Cheng-peng Lee Hsin-han | 6-4, 6-4         |
| 3.                               | 25 oktober 2015  | Ningbo    | Hardcourt  | Dudi Sela      | Nikola Mektić Franko Škugor   | 6-3, 3-6, [10-6] |

## Resultaten grote toernooien
| Legenda | Legenda                          |
| ------- | -------------------------------- |
| g.t.    | geen toernooi gehouden           |
| l.c.    | lagere categorie                 |
| –       | niet deelgenomen                 |
| G       | uitgeschakeld in de groepsfase   |
| 1R      | uitgeschakeld in de eerste ronde |
| 2R      | uitgeschakeld in de tweede ronde |
| 3R      | uitgeschakeld in de derde ronde  |
| 4R      | uitgeschakeld in de vierde ronde |
| KF      | uitgeschakeld in de kwartfinale  |
| HF      | uitgeschakeld in de halve finale |
| F       | de finale verloren               |
| W       | het toernooi gewonnen            |
| w-v     | winst/verlies-balans             |

### Enkelspel
| Grandslamtoernooien   |      |        |
| Australian Open       | 2R   | 1-1    |
| Roland Garros         | –    | 0-0    |
| Wimbledon             | –    | 0-0    |
| US Open               | –    | 0-0    |
| Winst-verlies         | 1-1  | 1-1    |
| ATP World Tour Finals |      |        |
| ATP World Tour Finals | –    | 0-0    |
| ATP Masters 1000      |      |        |
| Indian Wells          | –    | 0-0    |
| Miami                 | –    | 0-0    |
| Monte Carlo           | –    | 0–0    |
| Rome                  | –    | 0-0    |
| Madrid                | –    | 0-0    |
| Montreal/Toronto      | 1R   | 0–1    |
| Cincinnati            | –    | 0-0    |
| Shanghai              | –    | 0–0    |
| Parijs                | –    | 0-0    |
| Olympische Spelen     |      |        |
| Olympische Spelen     | g.t. | 0-0    |
| Statistieken          |      |        |
| Totaal aantal titels  | 0    | 0      |
| Totaal winst-verlies  | 2-5  | 7-7    |
| Eindejaarsranking     | 191  | n.v.t. |

### Mannendubbelspel
Weintraub speelde nog geen grandslamtoernooien in het dubbelspel.